# ライヴ・イン・ストックホルム
『ライヴ・イン・ストックホルム』（Live in Stockholm）は、ジョン・ノーラムが1990年に発表したライブEP。

## 解説
大部分の曲は1988年3月のストックホルム公演におけるライブ録音だが、「フリー・バーズ・イン・フライト」のみ1987年の録音である。なお、本作のリリース当時、ノーラムはドン・ドッケンのバンドのメンバーとして活動していた。『CDジャーナル』のミニ・レビューでは「ヨーロッパ脱退直後のプロジェクトのため場つなぎ程度に思われがちだが、ブルース色濃い本作にこそ、彼の本流があると思う」と評されている。
ノーラムのソロ・デビュー作『トータル・コントロール』（1987年）が2020年にロック・キャンディ・レコードから再発された際には、本作からの全5曲がボーナス・トラックとして追加された。

## 収録曲
3.は日本盤ボーナス・トラック。
1. エターナル・フレーム "Eternal Flame" (John Norum, Marcel Jacob) – 3:41
2. ドント・ビリーヴ・ア・ワード "Don't Believe a Word" (Phil Lynott) – 3:08
3. バッド・レピュテイション "Bad Reputation" (P. Lynott, Scott Gorham, Brian Downey) – 3:51
4. ブラインド "Blind" (J. Norum, M. Jacob) – 3:55
5. フリー・バーズ・イン・フライト "Free Birds in Flight" (J. Norum) – 3:00

## 参加ミュージシャン
- ジョン・ノーラム - ボーカル、 ギター、バッキング・ボーカル
- ヨラン・エドマン - ボーカル(on #1, #4)
- マルセル・ヤコブ - ベース
- パー・ブロム - キーボード
- ヘンポ・ヒルデン - ドラムス、パーカッション
- マッツ・リンドフォース - リズムギター、キーボード、バッキング・ボーカル